# Leichtathletik-Weltmeisterschaften 2022/Teilnehmer (Dänemark)
| Goldmedaillen | Silbermedaillen | Bronzemedaillen |
| ------------- | --------------- | --------------- |
| —             | —               | —               |

Der Leichtathletikverband von Dänemark nahm an den Leichtathletik-Weltmeisterschaften 2022 in Eugene teil. 16 Athletinnen und Athleten wurden vom dänischen Verband nominiert.

## Ergebnisse

### Männer

#### Laufdisziplinen
| Athlet | Disziplin | Vorlauf | Vorlauf | Halbfinale | Halbfinale | Finale       | Finale |
| Athlet | Disziplin | Zeit    | Platz   | Zeit       | Platz      | Zeit         | Platz  |
| --- | --------- | ------- | ------- | ---------- | ---------- | ------------ | ------ |
| Simon Hansen                                                                                                   | 200 m     | 20,80 s | 05      | DNQ        | DNQ        | –            | –      |
| Benjamin Lobo Vedel                                                                                            | 400 m     | 46,27 s | 05      | DNQ        | DNQ        | –            | –      |
| Thijs Nijhuis                                                                                                  | Marathon  |         |         |            |            | 2:16:55 h SB | 47     |
| Simon Hansen Frederik Schou-Nielsen Tobias Larsen Kojo Musah nicht im Einsatz: Tazana Kamanga-Dyrbak Emil Kjær | 4 × 100 m | DNF     | DNF     |            |            | DNQ          | DNQ    |

### Frauen

#### Laufdisziplinen
| Athletin | Disziplin    | Vorlauf    | Vorlauf | Halbfinale | Halbfinale | Finale | Finale |
| Athletin | Disziplin    | Zeit       | Platz   | Zeit       | Platz      | Zeit   | Platz  |
| --- | ------------ | ---------- | ------- | ---------- | ---------- | ------ | ------ |
| Ida Karstoft | 200 m        | 22,85 s    | 03      | 22,84 s    | 05         | DNQ    | DNQ    |
| Mette Graversgaard | 100 m Hürden | 13,04 s    | 03      | 13,05 s    | 07         | DNQ    | DNQ    |
| Mette Graversgaard Mathilde Kramer Astrid Glenner-Frandsen Ida Karstoft nicht im Einsatz: Emma Beiter Bomme Line Holm Jensen | 4 × 100 m    | 43,46 s NR | 06      |            |            | DNQ    | DNQ    |

#### Sprung/Wurf
| Athletin              | Disziplin  | Qualifikation | Qualifikation | Finale     | Finale |
| Athletin              | Disziplin  | Weite/Höhe    | Platz         | Weite/Höhe | Platz  |
| --------------------- | ---------- | ------------- | ------------- | ---------- | ------ |
| Lisa Brix Pedersen    | Diskuswurf | 56,54 m       | 29            | DNQ        | DNQ    |
| Katrine Koch Jacobsen | Hammerwurf | 68,51 m       | 20            | DNQ        | DNQ    |